# Вја Нуова (Болоња)
Вја Нуова (итал. Via Nuova) је насеље у Италији у округу Болоња, региону Емилија-Ромања.
Према процени из 2011. у насељу је живело 79 становника. Насеље се налази на надморској висини од 18 м.